# Tarraco
Tarraco, il cui nome completo era Colonia Iulia Urbs Triumphalis Tarraco, è stata un'antica città romana corrispondente all'odierna Tarragona, in Spagna, storica capitale della provincia della Spagna Citeriore e successivamente della Spagna Tarraconense. Il sito archeologico comprendente i suoi resti è stato riconosciuto nel 2000 come Patrimonio dell'umanità dall'UNESCO. 
Le origini di Tarraco non sono particolarmente chiare, anche se il territorio era abitato in epoca preromana dagli Iberi, ma si ritiene che sia stata fondata nel III secolo a.C. dai Romani impegnati nella Seconda guerra punica.

## Le origini e la seconda guerra punica

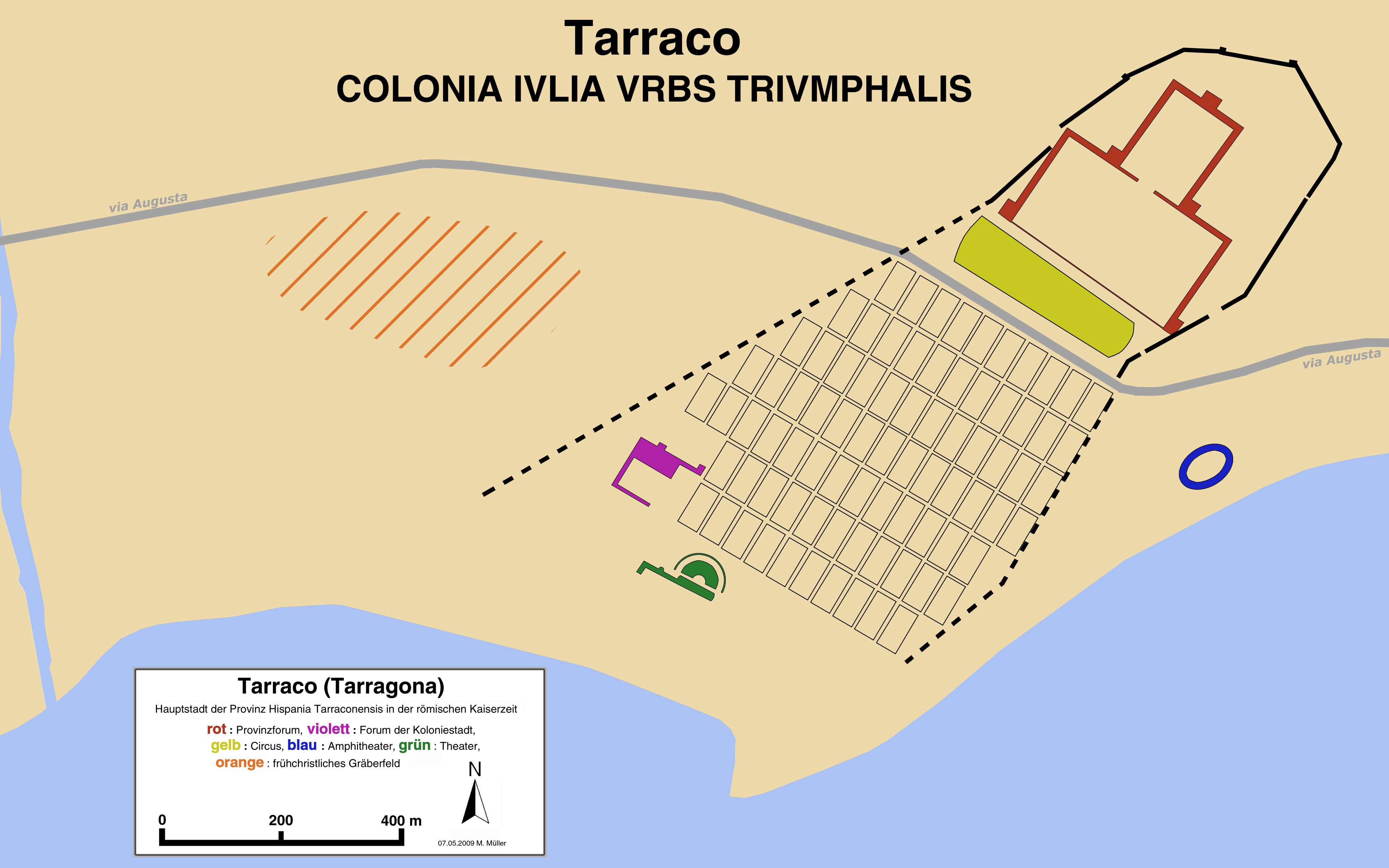
Pianta di Tarraco in epoca imperiale con gli edifici principali

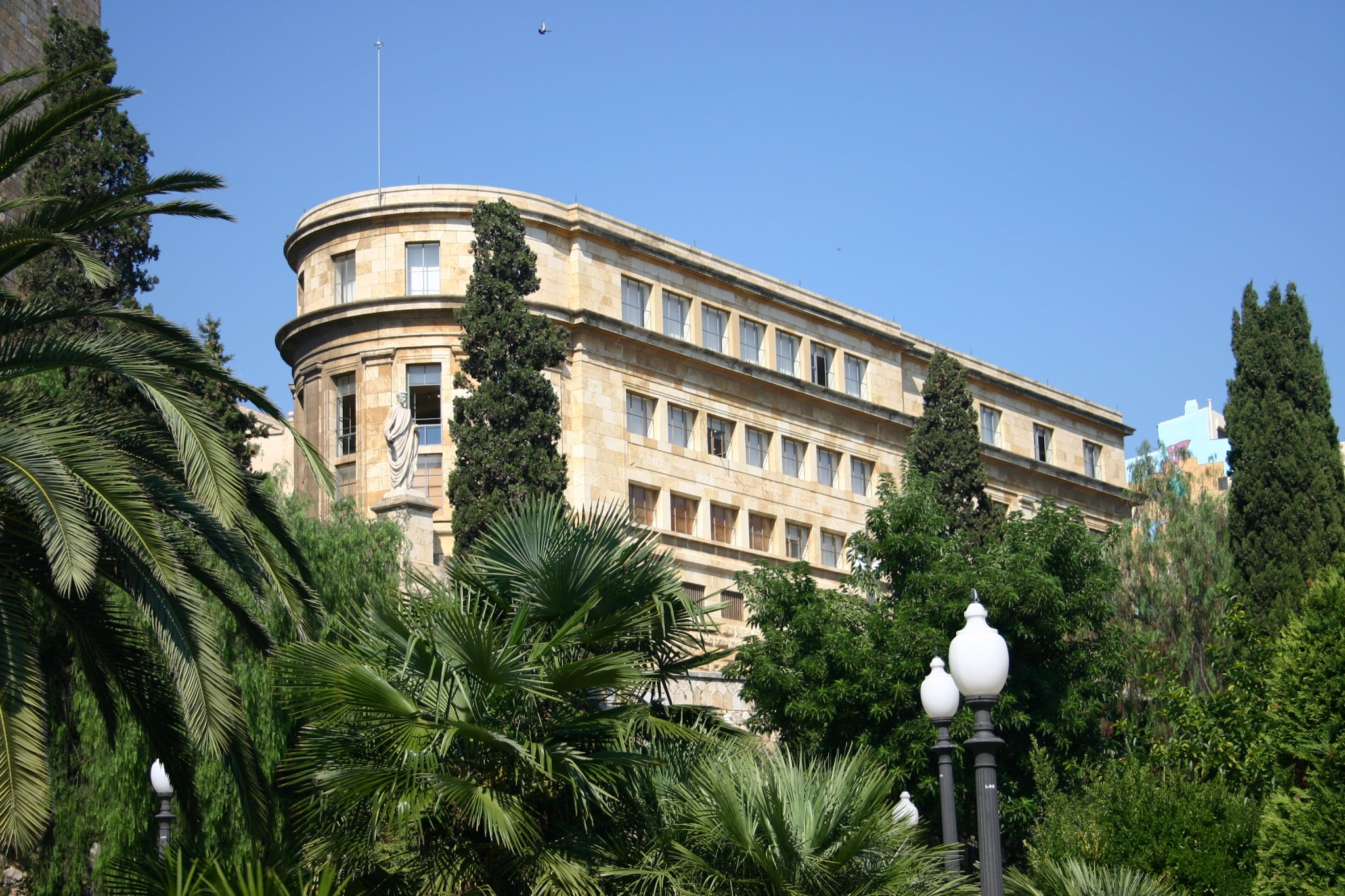
I principali resti della città romana conservati nel Museo nazionale archeologico di Tarragona (MNAT)

Il sito fu abitato in epoca preromana dagli iberi che avevano contatti commerciali con greci e fenici che si stabilirono sulla costa. Le colonie iberiche si trovavano principalmente nella valle dell'Ebro. Testimonianze di colonie iberiche nel comune di Tarragona sono datate al V secolo a.C.
I riferimenti in letteratura sulla presenza di iberi a Tarraco sono ambigui. Tito Livio cita un oppidum parvum (piccolo paese) chiamato Cissis e Polibio parla di una polis chiamata Kissa (Κίσσα). Tarraco è menzionata per la prima volta poco dopo l'arrivo di Gneo Cornelio Scipione Calvo a Empúries nel 218 a.C. all'inizio della seconda guerra punica che diede inizio alla conquista romana dell'Hispania. Livio scrive che i romani conquistarono un campo di rifornimenti punici per le truppe di Annibale vicino a Cissis e presero la città. Poco tempo dopo, i Romani furono attaccati "non lontano da Tarraco" (haud procul Tarracone). Ma non è chiaro se Cissis e Tarraco fossero la stessa città. Una moneta trovata a Empúries porta l'iscrizione Tarakon-salir (salir probabilmente significa argento). La moneta, incisa secondo altri modelli di Empúries in una località sconosciuta, è generalmente datata al 250 a.C., sicuramente prima dell'arrivo dei romani. Il nome Kesse compare su monete di origine iberica del I e del II secolo a.C., contrassegnate secondo gli standard di peso romani. Kesse può essere equiparato a Cissis, luogo di origine dei Cissisiani menzionato da Plinio il Vecchio.
Nel 217 a.C. arrivarono rinforzi dall'Italia sotto il comando di Publio Cornelio Scipione, e a lui e a suo fratello Gneo Cornelio sono attribuiti la fortificazione di Tarraco e l'istituzione di un porto militare, e come disse Plinio il Vecchio: (Tarraco Scipionum opus) Tarraco fu opera dagli Scipioni come Cartagine dai Cartaginesi. La cinta muraria romana fu probabilmente costruita sopra la più antica cinta muraria caratteristica degli scalpellini iberici.
Dopo la morte dei fratelli Scipione, Tarraco fu la base invernale del venticinquenne Scipione l'Africano (figlio di Publio), tra il 211 e il 210, dove incontrò le tribù di Hispania in conventus. La popolazione era in gran parte fedele ai romani durante la guerra. Livio li chiamava alleati e amici del popolo romano (socii et amici populi Romani) e i pescatori di Tarraco (piscatores Tarraconenses) collaborarono con le loro barche durante l'assedio di Carthago Nova.

La conquista della penisola iberica da parte dei romani che durò oltre 200 anni.

La conquista della penisola iberica da parte dei romani durò oltre 200 anni.

## Tarraco durante la Repubblica Romana
Nei due secoli successivi Tarraco rimase un campo base di rifornimento e invernale durante le guerre contro i Celtiberi, come lo era stata durante la seconda guerra punica. C'era quindi una forte presenza militare in quel periodo, forse nella zona più elevata di quello che è attualmente il centro storico della città, chiamata Parte Alta. Nel 197 a.C., tutte le aree conquistate, anche strette strisce lungo la costa mediterranea, furono divise tra le nuove province di Hispania Ulterior e Hispania Citerior. La capitale dell'Hispania Citerior era principalmente Carthago Nova ma Strabone dice che i governatori risiedevano anche a Tarraco.

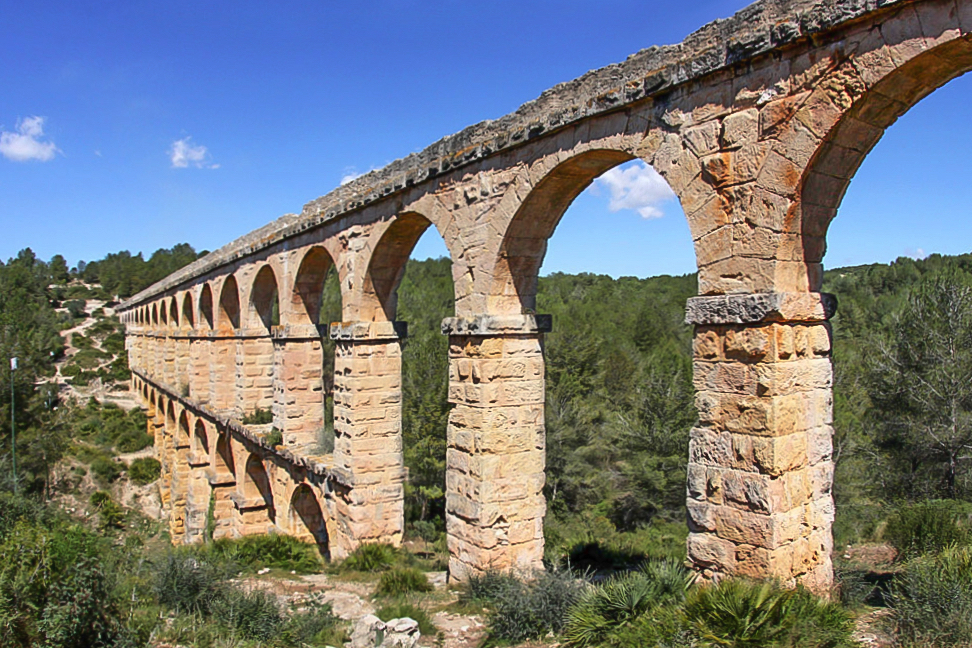
Acquedotto romano noto come El Pont del Diable (il ponte del diavolo).

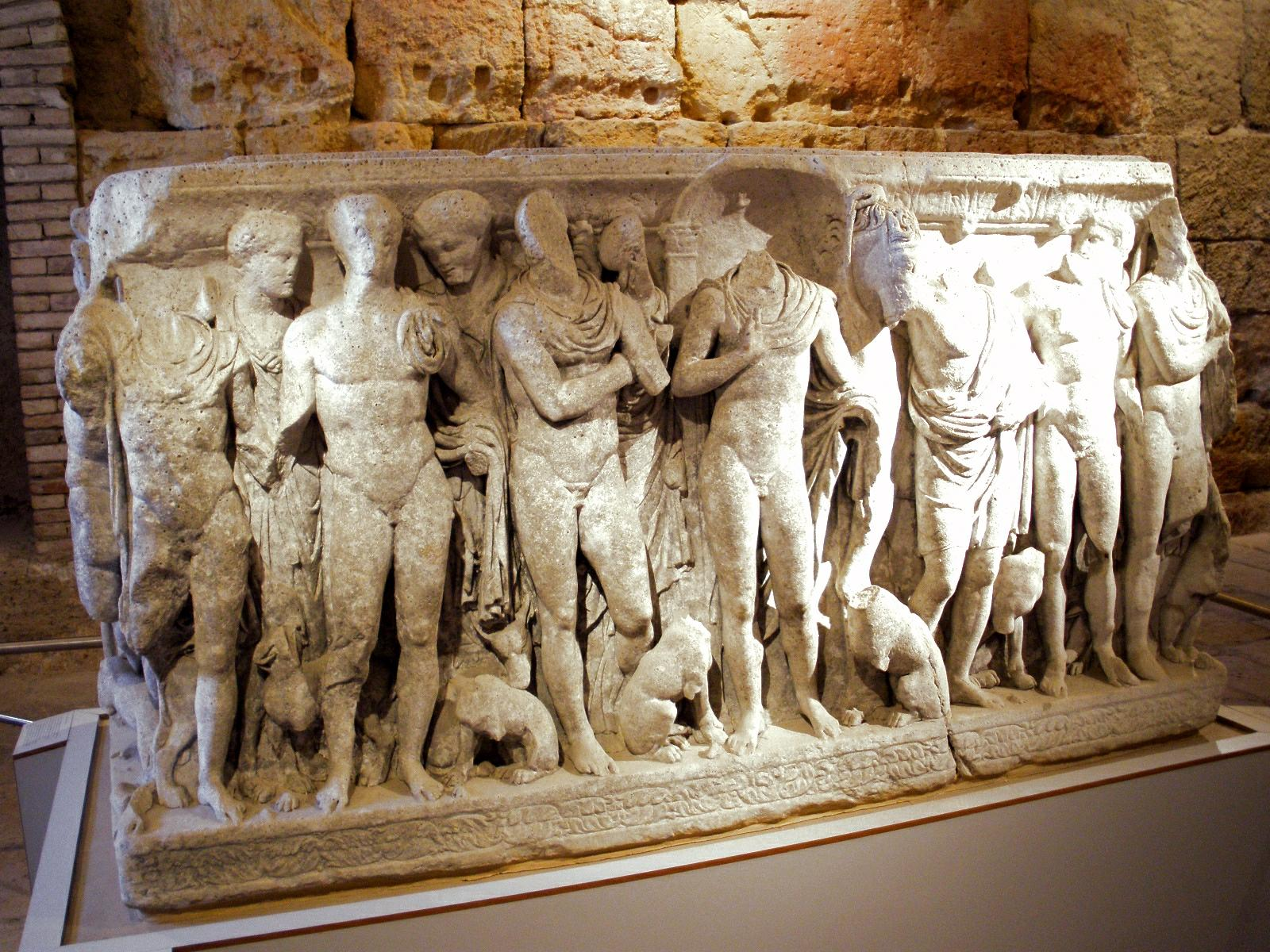
Sarcofago conservato nel museo del circo e del foro.

Lo status giuridico di Tarraco non è del tutto chiaro. Fu probabilmente organizzata come conventus civium Romanorum (convento = assemblea dei cittadini romani della provincia) durante la Repubblica, con a capo due magistri (direttori civili). Gaio Porcio Catone, console nell'anno 114 a.C., scelse Tarraco come luogo del suo esilio, nell'anno 108, indicando che Tarraco era una città libera o forse un alleato in quel momento.
Secondo Strabone, non lontano da Tarraco si svolse una delle "più recenti" battaglie romane. Quando Cesare sconfisse i sostenitori di Pompeo nel 49 a.C. a Ilerda (Lleida), Tarraco sostenne il suo esercito fornendo cibo. Non è del tutto chiaro se Tarraco abbia ricevuto lo status di colonia per mano di Cesare o da Augusto, ma le ricerche attuali tendono a presumere che sia stato il primo a concederlo dopo la sua vittoria a Munda, intorno all'anno 45 a.C., e si riflette nell'epiteto Iulia nel suo nome formale: Colonia Iulia Urbs Triumphalis Tarraco, che sarebbe rimasto per tutta la durata dell'Impero.

## Il periodo di Augusto

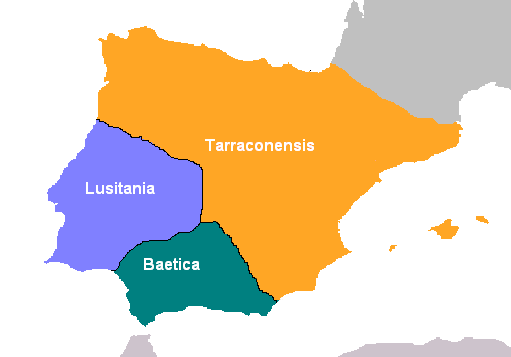
Province ispaniche dopo la riforma di Augusto

Nel 27 a.C., l'imperatore Augusto si recò in Spagna per monitorare le campagne in Cantabria. Tuttavia, a causa della sua salute cagionevole, preferì rimanere a Tarraco. Apparentemente, Augusto aveva costruito un altare in città, e un racconto del retore Quintiliano menziona che gli abitanti di Tarraco si lamentarono con Augusto del fatto che una palma fosse cresciuta sull'altare, ed egli rispose che evidentemente non era stato usato molto spesso.

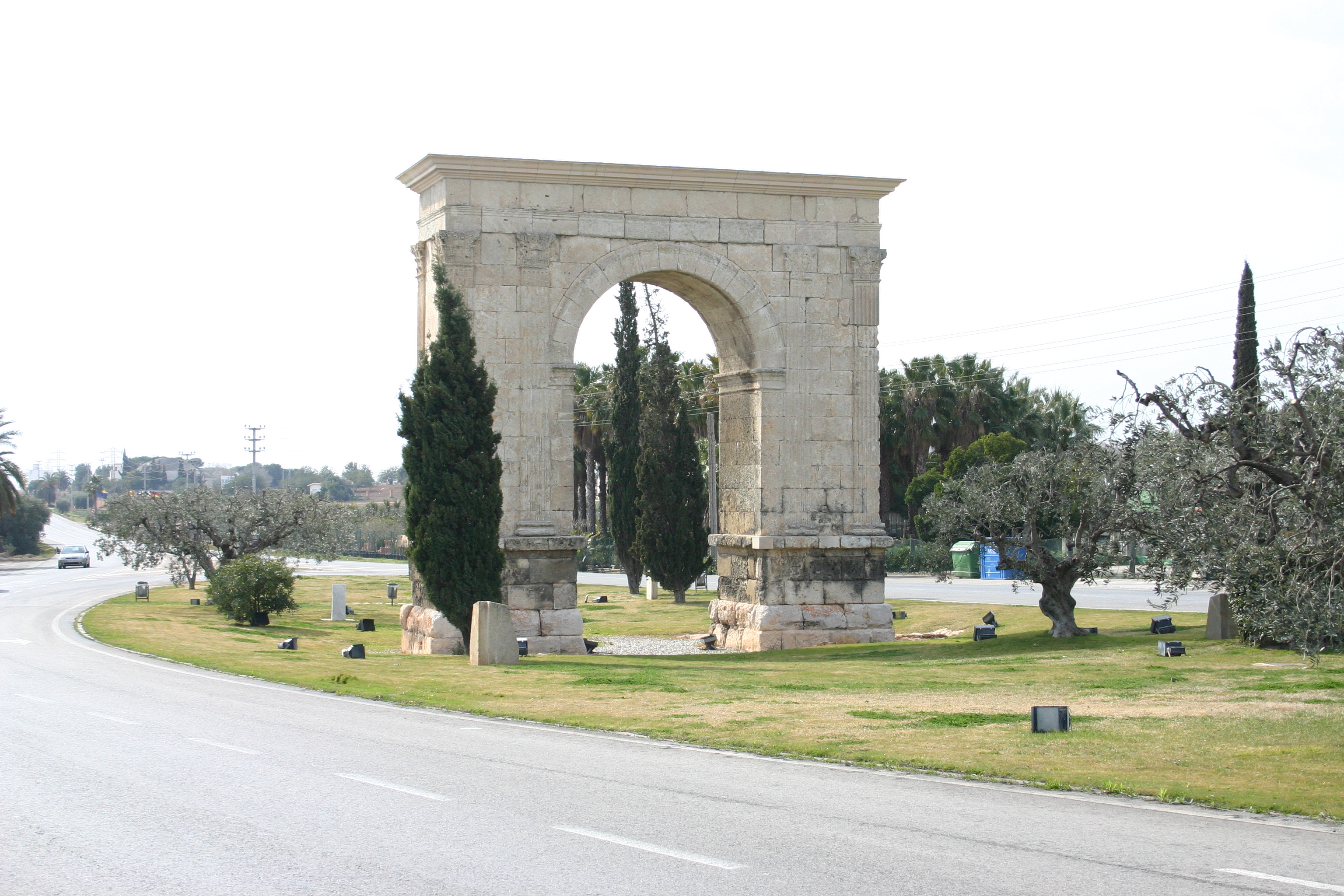
Arco di Berà nella Via Augusta, a circa 20 km a nord di Tarraco.

Poco dopo il suo arrivo la vecchia via Erculea divenne la Via Augusta. Una pietra miliare, rinvenuta nella Plaça de Braus di Tarragona, cita la strada che tra il 12 e il 6 a.C. conduceva a Barcino a nord-est e a Dertosa, Saguntum e (Valentia) a sud.
La città fiorì sotto Augusto. Lo scrittore Pomponio Mela la descrive così nel I secolo: "Tarraco è il porto più ricco di questa costa" (Tarraco urbs est en his oris maritimarum opulentissima). Tarraco sotto Augusto e Tiberio coniò proprie monete con raffigurazioni del culto imperiale e l'iscrizione CVT, CVTT o CVTTAR.
Dopo la morte di Augusto nel 14, l'imperatore fu ufficialmente deificato e nel 15 fu eretto un tempio in suo onore, probabilmente nel quartiere più orientale della città o nei pressi del Foro Coloniale, come ricorda Tacito nei suoi annali.

## La città durante l'alto impero

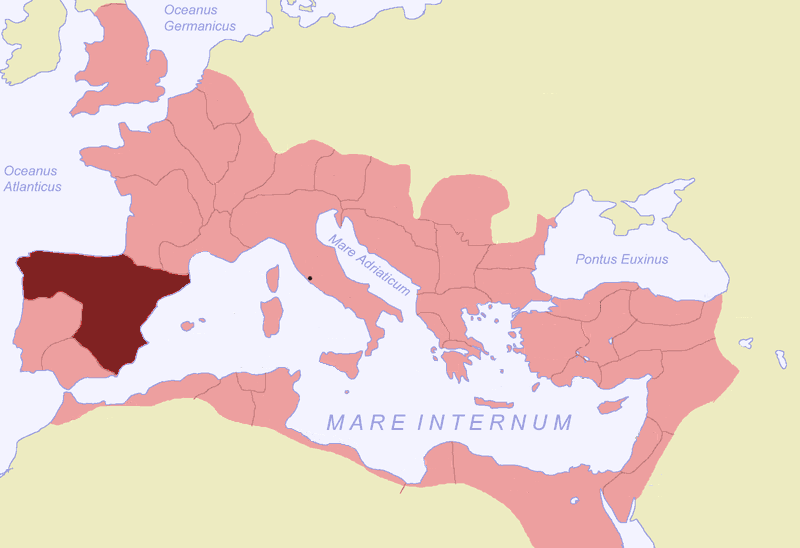
Mappa della provincia Tarraconensis.

Nel 68 Galba, che visse a Tarraco per otto anni, fu proclamato imperatore a Clunia Sulpicia. Vespasiano iniziò una riorganizzazione delle precarie finanze dello Stato. Secondo Plinio, ciò consentiva di concedere la cittadinanza latina agli abitanti dell'Hispania. La penisola iberica, che fin dall'antichità era costituita da aree urbane e da un territorio diviso da organizzazioni tribali, si trasformò in aree organizzate attorno a centri urbani, sia in colonie che in municipi, facilitando così la riscossione delle imposte. Si ebbe un rapido aumento delle costruzioni, forse dovuto alla riorganizzazione della provincia. Probabilmente in questo periodo furono costruiti l'Anfiteatro di Tarragona, l'area del tempio e il foro provinciale nella parte superiore della città. La maggior parte delle statue in questi luoghi furono probabilmente collocate lì tra il 70 e il 180.
Sotto l'imperatore Traiano fu nominato patrono della città il senatore Lucio Licinio Sura. Sura proveniva da Tarraconensis e raggiunse una delle più alte cariche dello stato. Nell'inverno 122-123 Adriano avrebbe visitato la città per tenere un conventus per Hispania. Ricostruì anche il tempio di Augusto.
Tarraco iniziò ad incontrare gravi difficoltà economiche alla fine del II secolo. In quel periodo poche statue furono costruite in onore della città, probabilmente per mancanza di fondi. Questo periodo vide anche la sconfitta della lotta contro l'imperatore Clodio Albino, che era sostenuto dal governatore di Tarraconensis Novio, Lucio Rufo. In questo periodo iniziarono a scomparire le iscrizioni dedicate alle Provinciae Concilium per essere sempre più sostituite da iscrizioni dedicate a membri delle forze armate. Cominciarono ad esserci meno mercanti influenti nell'ordo decurionum (amministrazione civile) e più patroni (grandi proprietari terrieri e alti funzionari pubblici). Severo ricostruì l'anfiteatro e le strutture annesse, come testimonia un'iscrizione in basso.

## Il basso impero

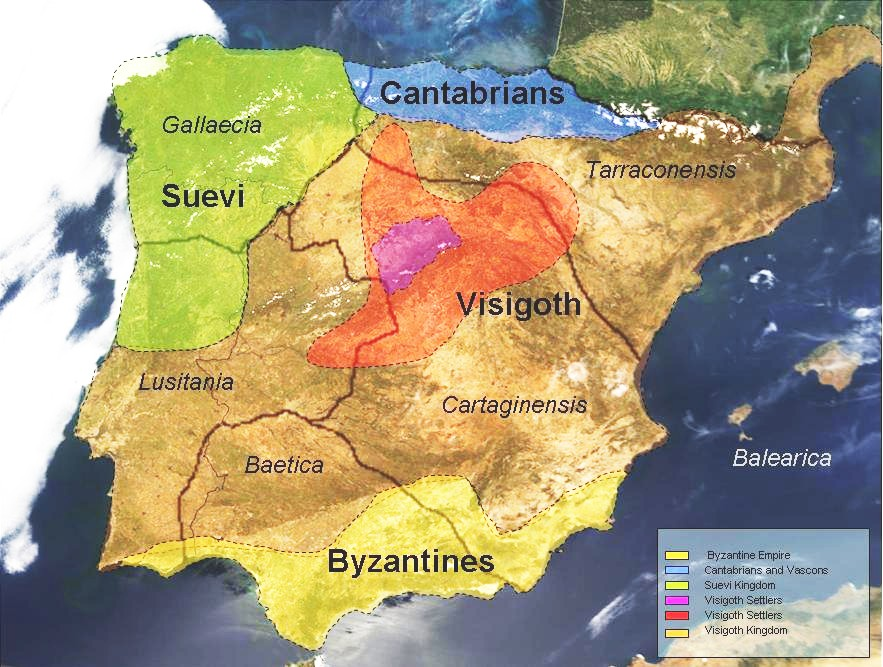
La penisola iberica in epoca tardoantica.

Dopo le riforme dell'amministrazione imperiale di Diocleziano, la penisola divenne una diocesi divisa in sei province molto più piccole di prima. Tarraco rimase la capitale, ma di una provincia molto più piccola.
Le invasioni nel 260 circa da parte di gruppi, sia di Franchi che di Alemanni, crearono disagi per un decennio, ma gli scavi non hanno mostrato effetti di queste incursioni all'interno della città e la distruzione è stata osservata solo nell'area del porto e fuori le mura.
Tra Diocleziano e Massimiano (286-293) fu costruito un portico di Giove che potrebbe essere stato parte di una basilica.
Nel 476, in seguito al crollo delle difese dell'Impero romano d'Occidente lungo il Reno, Tarraco fu occupata dai Visigoti e dal re Eurico. Non ci sono prove di distruzione e apparentemente la cattura della città fu relativamente tranquilla. I Visigoti probabilmente subentrarono alle strutture esistenti istituendo un piccolo gruppo di nobili, cosa che l'esistenza di tombe cristiane in questo periodo sembra confermare. La fine della storia antica della città giunse con la conquista islamica della penisola iberica nel 713 o 714.

## Complesso archeologico
Il complesso archeologico di Tarraco è uno dei più grandi siti archeologici dell'Hispania romana conservati oggi in Spagna. È stato dichiarato patrimonio dell'umanità dall'UNESCO nel 2000. La città di Tarraco è il più antico insediamento romano della penisola iberica, essendo diventata la capitale della provincia della Hispania Citerior nel I secolo a.C.
Ci sono ancora molte importanti rovine romane a Tarragona. Si ritiene che parte delle fondamenta delle grandi mura ciclopiche presso gli uffici di Pilato siano di origine preromana. Si dice che questo edificio, che nel XIX secolo era una prigione, fosse il palazzo di Augusto.
Tarraco, come molte città antiche, è rimasta abitata, ed è stata lentamente smantellata dai propri cittadini per il riutilizzo dei materiali da costruzione. Nonostante ciò l'anfiteatro, situato vicino alla riva del mare e a lungo utilizzato come cava, si erge con gran parte della sua struttura superstite. Fu costruito dopo il circo e misura 45,72 metri di lunghezza, anche se alcune sezioni potrebbero essere ancora non documentate.
Iscrizioni sulle pietre delle case in latino e persino in fenicio si trovano in tutta la città.
Due monumenti antichi, a poca distanza dalla città, sono rimasti in buone condizioni. Il primo è un acquedotto, che attraversa una valle fino a 1,5 km dalle porte della città. È lungo 21 metri e i suoi archi inferiori, disposti su due file, sono alti quasi 3 metri. L'altro monumento, a nord-ovest della città, e anch'esso a circa 1,5 km da essa, è una tomba romana, che è comunemente chiamata Torre dels Escipions, anche se non ci sono prove che suggeriscano che i fratelli Scipione vi furono sepolti.

### Criteri
L'UNESCO ha incluso le rovine dell'antica città romana di Tarraco che nella sua lista dei Patrimoni dell'umanità perché soddisfano due criteri (ii) e (iii).

### Siti protetti
| Codice  | Nome                       | Luogo                                 | Coordinate               |
| ------- | -------------------------- | ------------------------------------- | ------------------------ |
| 875-001 | Mura romane                | Tarragona                             | 41°07′12.4″N 1°15′32.6″E |
| 875-002 | Luogo del culti imperiale  | Tarragona                             | 41°07′10.3″N 1°15′30″E   |
| 875-003 | Foro provinciale           | Tarragona                             | 41°07′05″N 1°15′21″E     |
| 875-004 | Circo                      | Tarragona                             | 41°06′56.9″N 1°15′24.5″E |
| 875-005 | Foro coloniale             | Tarragona                             | 41°06′52.5″N 1°14′56.6″E |
| 875-006 | Teatro romano              | Tarragona                             | 41°06′48.6″N 1°14′52″E   |
| 875-007 | Anfiteatro e basilica      | Tarragona                             | 41°06′53″N 1°15′33.5″E   |
| 875-008 | Necropoli cristiana        | Tarragona                             | 41°06′53.1″N 1°14′18″E   |
| 875-009 | Acquedotto                 | 4 km a nord di Tarragona              | 41°08′47.6″N 1°14′36.6″E |
| 875-010 | Torre dels Escipions       | 5 km a est di Tarragona               | 41°07′52.7″N 1°18′59″E   |
| 875-011 | Cava di El Mèdol           | 9 km a nord di Tarragona              | 41°08′12.7″N 1°20′22.4″E |
| 875-012 | Villa romana di Centcelles | 4,6 km a nord-nord-ovest di Tarragona | 41°09′21″N 1°13′34.39″E  |
| 875-013 | Villa dels Munts           | 10 km est di Tarragona                | 41°08′01.8″N 1°22′22.8″E |
| 875-014 | Arco di Berà               | 20 km est di Tarragona                | 41°10′22.9″N 1°28′07.3″E |